# M10 (amas globulaire)
Pour les articles homonymes, voir M10.
M10 (ou NGC 6254) est un amas globulaire situé dans la constellation d'Ophiuchus à environ 14 350 a.l. (4,4 kpc) du Soleil et à 15 000 a.l. (4,6 kpc) du centre de la Voie lactée. Il a été découvert par l'astronome français Charles Messier en 1764.
La vitesse radiale héliocentrique de cet amas est égale à (70,4 ± 0,3) km/s.

## Histoire
Cet amas globulaire a été découvert par Charles Messier qui l'a inscrit à son catalogue sous le numéro 10 en le qualifiant, comme la plupart des amas globulaires qu'il a observés, de nébuleuse sans étoiles de forme ronde. En 1774, l’astronome allemand Johann Elert Bode l’appela également « une tache nébuleuse sans étoiles ; très pâle ». Il fut résolu en étoiles par William Herschel. À l'aide d'instruments plus volumineux, l'astronome allemand William Herschel a été en mesure de résoudre le groupe d'étoiles en ses membres individuels. Il l'a décrit comme « un beau groupe d'étoiles extrêmement comprimées. »
John Dreyer a inscrit Messier 10 à son catalogue sous la désignation NGC 6254 en le décrivant comme « objet remarquable, un amas globulaire, brillant très large, rond et graduellement plus brillant vers le centre, bien résolu et clairement constitué d'étoiles de magnitude variant de 10 à 15. »
Harlow Shapley fut le premier à estimer la distance de l'amas à 33 000 années-lumière. Valeur supérieure à celle connue aujourd'hui.

## Observation
En raison de sa magnitude de 6,6 et de sa taille, environ les deux tiers de la pleine lune, l'amas est aisément visible avec des jumelles sous la forme d'une tache laiteuse. Il garde le même aspect dans une lunette de 60 mm. Seule la partie centrale la plus lumineuse est visible avec des instruments de taille modeste. À partir d'un instrument de 150 mm de diamètre, l'amas commence à être résolu en étoiles et a alors un aspect granuleux. Un télescope de 200 mm permet d'en avoir une belle vision.

## Caractéristiques

### Métallicité, âge et masse
Selon Forbes et Bridges, sa métallicité est estimée à −1,25 [Fe/H] et son âge d'environ 11,39 milliards d'années.
Selon une étude publiée en 2011 par J. Boyles et ses collègues, la métallicité de l'amas globulaire Messier 10 est égale à -1,56 et sa masse est égale à 252 000 {\displaystyle M_{\odot }}. Dans cette même étude, la distance de l'amas est aussi estimée à environ 4,4 kpc (∼14 400 al).
La métallicité d'un objet céleste est le logarithme du rapport de sa concentration en fer sur celle du Soleil. Une métallicité de −1,56  à   −1,25 signifie que la concentration en fer de M10 est comprise entre 2,7 % et 5,5 % de celle du Soleil. Après le Big Bang, l'Univers étant surtout composé que d'hydrogène et d'hélium, la métallicité était pratiquement nulle. L'univers s'est progressivement enrichi en métaux (éléments plus lourds que l'hélium) grâce à la synthèse de ceux-ci dans le cœur des étoiles. La métallicité des amas du halo de la Voie lactée varie d'un centième à un dixième de la métallicité solaire, ce qui signifie que ces amas se décomposent en deux sous-groupes, les relativement jeunes et les vieux. Selon sa métallicité, M10 serait donc un amas relativement jeune, âgé de 11,4 milliards d'années.

### Les étoiles de M10

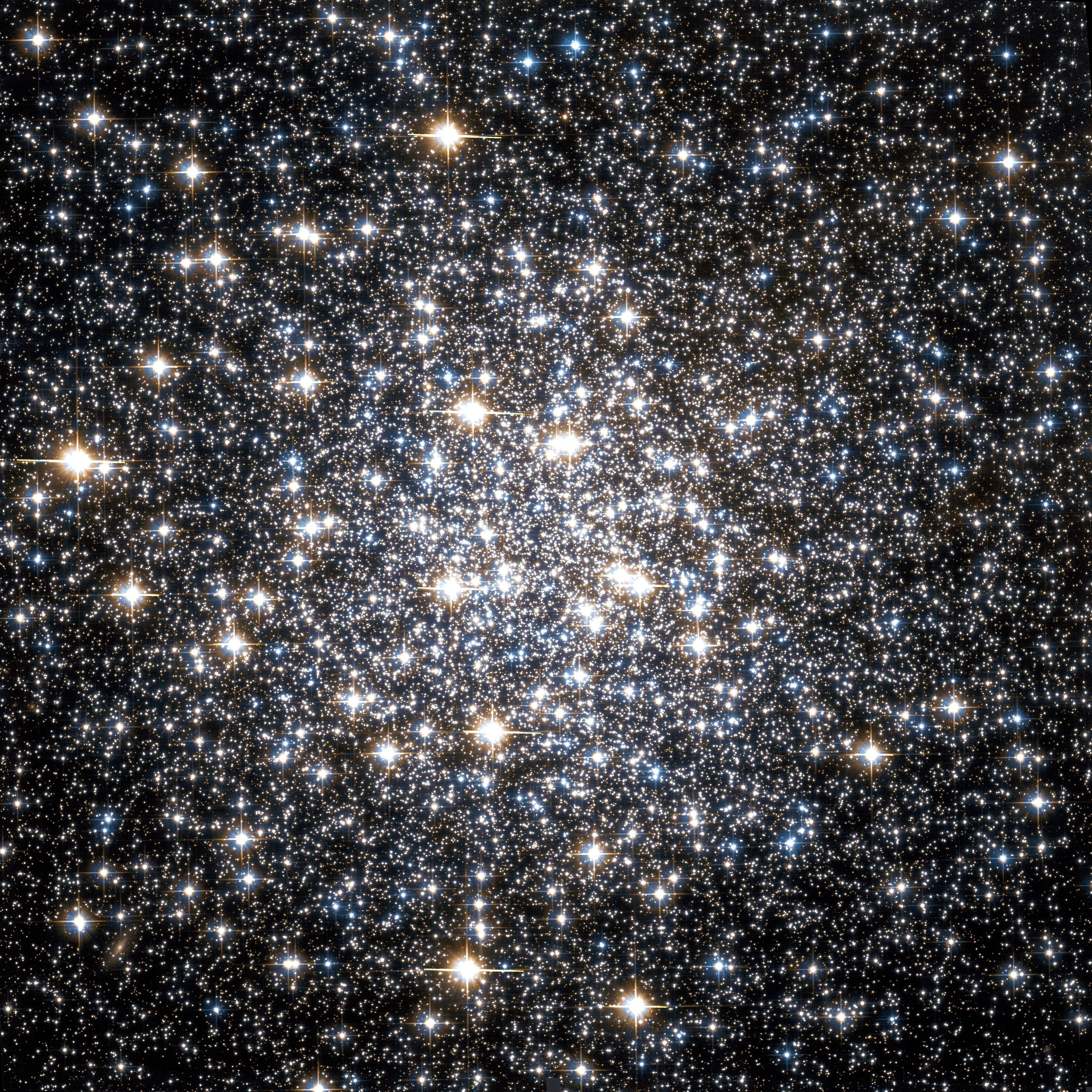
Région centrale de M10 par le télescope spatial Hubble.

Les observations réalisées par le télescope spatial Hubble d'une région couvrant environ 13 années-lumière du centre de l'amas ont permis de constater que Messier 10 contient une population élevée d'étoiles traînardes bleues. Les traînades bleues de cette région se sont formées il y a de 2 à 5 milliards d'années.
Entre 1998 et 2015, Messier 10 a fait l'objet d'observations pour y découvrir des étoiles variables. Ces observations ont permis de détecter 40 étoiles variables ou probablement variables. L'étude des mouvements propre réalisée par le projet CASE (Cluster AgeS Experiment) a permis de d'observer 18 nouvelles étoiles variables, dont 14 étaient déjà connues comme membres ou membres probable de l'amas. L'une d'elles était de type RRc, trois de type céphéide II, 14 de type SX Phe pulsante, une étoile binaire à contact et six géantes rouges semi-régulières.

## Galerie

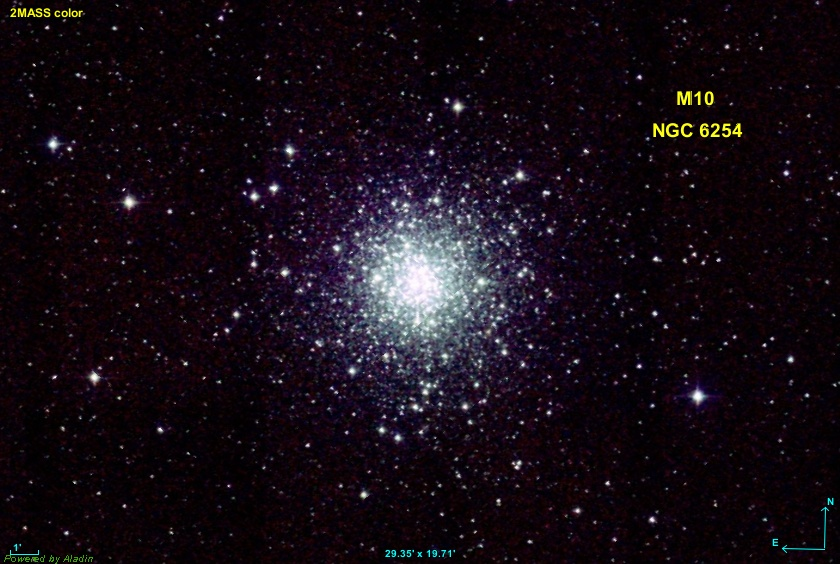
Messier 10 en infrarouge par le relevé 2MASS.
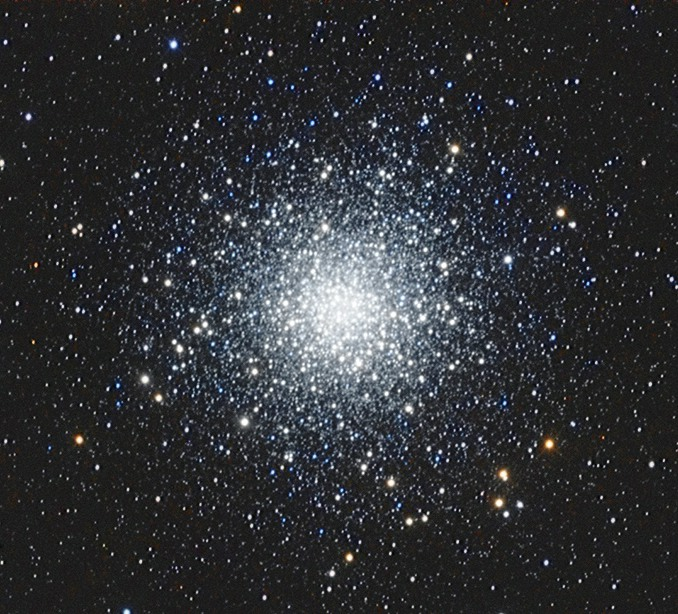
M10 en lumière visible (source inconnue).
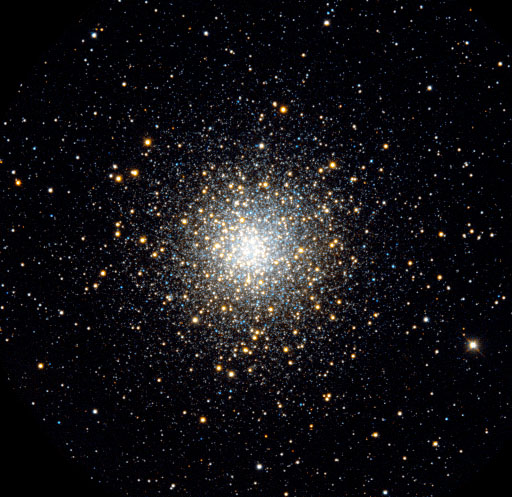
M10 par l'observatoire de Hoher List.
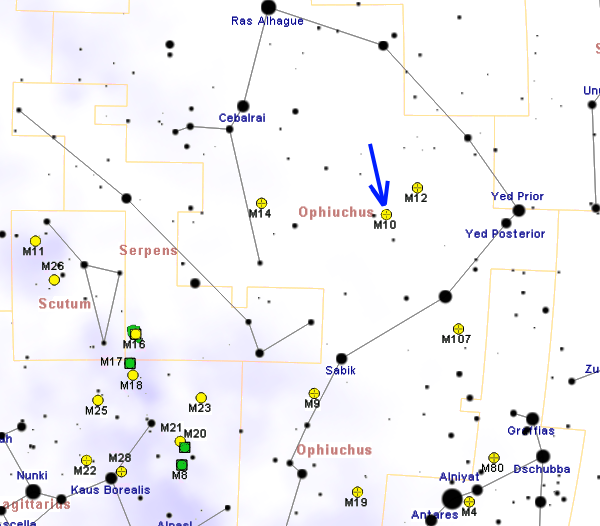
Emplacement de M10 dans la constellation d'Ophiuchus.